# Flora Velebitica
Flora Velebitica (abreviado Fl. Veleb.) es un libro con ilustraciones y descripciones botánicas que fue escrito por el biólogo, pteridólogo, y botánico húngaro; Árpád von Degen y publicado en Budapest en 4 volúmenes en los años 1936-1938.

## Publicación
- Volumen n.º 1, Oct-Dec 1936;
- Volumen n.º 2, 1937;
- Volumen n.º 3, 1938;
- Volumen n.º 4, 1938